# NGC 1259
NGC 1259 é uma galáxia lenticular (S0) localizada na direcção da constelação de Perseus. Possui uma declinação de +41° 23' 08" e uma ascensão recta de 3 horas, 17 minutos e 17,3 segundos.
A galáxia NGC 1259 foi descoberta em 21 de Outubro de 1884 por Guillaume Bigourdan.